# 利州街道
利州街道是中华人民共和国辽宁省朝阳市喀喇沁左翼蒙古族自治县下辖的一个街道办事处。

## 行政区划
利州街道下辖以下村级行政区划单位：
团结社区、新华社区、双桥社区、建设社区、古塔社区、建安社区、敖木伦社区、东村、北村、小河湾村、碾子沟村、红石砬村、梁家营子村、山嘴村、五道营子村、柏沟村、化金沟村、白音爱里村、南窑村。